# Три слова
«Три слова» (англ. «Three Words») — 16-й эпизод 8-го сезона сериала «Секретные материалы». Премьера состоялась 8 апреля 2001 года на телеканале FOX. Эпизод позволяет более подробно раскрыть так называемую «мифологию сериала», заданную в пилотной серии.
Режиссёр — Тони Уармби, авторы сценария — Крис Картер и Фрэнк Спотниц, приглашённые звёзды — Митч Пиледжи, Джеймс Пикенс-мл., Адам Болдуин, Дуайт Хикс, Джадсон Скотт, Том Брэйдвуд, Дин Хэглунд, Брюс Харвуд.
В США серия получила рейтинг домохозяйств Нильсена, равный 7,6, который означает, что в день выхода серию посмотрели 12,2 миллионов человек.
Главные герои серии — Фокс Малдер (Дэвид Духовны), Дана Скалли (Джиллиан Андерсон) и Джон Доггетт (Роберт Патрик), агенты ФБР, расследующие сложно поддающиеся научному объяснению преступления, называемые «Секретными материалами».

## Сюжет
Малдер тайно проводит своё расследование после того, как человек, пытавшийся добраться до президента и предупредить его о грядущем вторжении инопланетян, был застрелен прямо на лужайке Белого дома. Пытаясь добыть новые доказательства колонизации, он оказывается в трудной ситуации.